# Эльясов, Гурбанмамет
Гурбанмаммет Эльясов (род. 9 октября 1959, Берекетский этрап, Балканский велаят) — туркменский государственный деятель и дипломат, врач. Министр здравоохранения и медицинской промышленности Туркменистана (2010—2013 ). Посол Туркменистана в Азербайджане (с 2022).

## Биография
Родился 9 октября 1959 года в селе Ок Туркменской ССР. В 1983 году окончил Туркменский государственный медицинский институт. По профессии — врач-педиатр. 
В 1983—1995 годах работал врачом в больницах Небит-Дага и Ашхабада. В 1995—2001 годах руководил диагностическими центрами в тех же городах. В 2001—2007 годах работал директором лечебно-консультативного центра Туркменистана им. С. А. Ниязова.
В 2007—2009 годах был заместителем министра здравоохранения и медицинской промышленности.
Председатель Государственного комитета Туркменистана по спорту и туризму (2009—2010).
Министр здравоохранения и медицинской промышленности Туркменистана (9 апреля 2010 — 6 июля 2013).
Посол Туркменистана в Японии (октябрь 2013 — 2022). Являлся также послом Туркменистана на Филиппинах (21 января 2019  — 2022).
Посол Туркменистана в Азербайджане (с 11 июля 2022).

## Награды
- Памятный знак Туркменистана «Magtymguly Pyragynyň 300 ýyllygyna» (10 декабря 2024 года) — учитывая большой личный вклад в изучение в эру Возрождения новой эпохи могущественного государства творческого наследия туркменского поэта-классика Махтумкули Фраги и его популяризацию в мире, в воспитание подрастающего молодого поколения в духе почитания национальных ценностей, традиций и обычаев нашего народа, сформировавшихся на протяжении веков, в воспитание качеств патриотизма, высокой нравственности, трудолюбия, гуманизма, храбрости и мужества, а также по случаю 300-летия со дня рождения Махтумкули Фраги[6]